# Tommy Tobar
Tommy Tobar Reyes (21 novembre 1986) è un calciatore colombiano, attaccante dell'Universitario Vinto.

## Carriera
Ha giocato nella massima serie dei campionati colombiano, boliviano, venezuelano ed emiratino.

## Statistiche

### Presenze e reti nei club
Statistiche aggiornate al 5 aprile 2021.
| Stagione                | Squadra                 | Campionato              | Campionato | Campionato | Coppe nazionali | Coppe nazionali | Coppe nazionali | Coppe continentali | Coppe continentali | Coppe continentali | Altre coppe | Altre coppe | Altre coppe | Totale | Totale |
| Stagione                | Squadra                 | Comp                    | Pres       | Reti       | Comp            | Pres            | Reti            | Comp               | Pres               | Reti               | Comp        | Pres        | Reti        | Pres   | Reti   |
| ----------------------- | ----------------------- | ----------------------- | ---------- | ---------- | --------------- | --------------- | --------------- | ------------------ | ------------------ | ------------------ | ----------- | ----------- | ----------- | ------ | ------ |
| 2011                    | Pacífico                | SD                      | 24         | 12         | CC              | 9               | 3               | -                  | -                  | -                  | -           | -           | -           | 33     | 15     |
| 2011                    | Cúcuta Deportivo        | PD                      | 14         | 4          | -               | -               | -               | -                  | -                  | -                  | -           | -           | -           | 14     | 4      |
| 2012                    | Cúcuta Deportivo        | PD                      | 7          | 0          | CC              | 4               | 1               | -                  | -                  | -                  | -           | -           | -           | 11     | 1      |
| Totale Cúcuta Deportivo | Totale Cúcuta Deportivo | Totale Cúcuta Deportivo | 21         | 4          |                 | 4               | 1               |                    | -                  | -                  |             | -           | -           | 25     | 5      |
| 2012                    | Sucre                   | SD                      | 13         | 1          | -               | -               | -               | -                  | -                  | -                  | -           | -           | -           | 13     | 1      |
| 2013                    | Cortuluá                | SD                      | 36         | 7          | CC              | 4               | 1               | -                  | -                  | -                  | -           | -           | -           | 40     | 8      |
| 2014                    | Atlético Bucaramanga    | SD                      | 34         | 14         | CC              | 7               | 2               | -                  | -                  | -                  | -           | -           | -           | 41     | 16     |
| 2015                    | Patriotas Boyacá        | PD                      | 8          | 0          | CC              | 5               | 2               | -                  | -                  | -                  | -           | -           | -           | 13     | 2      |
| 2015-2016               | Nacional Potosí         | PD                      | 42         | 17         | -               | -               | -               | -                  | -                  | -                  | -           | -           | -           | 42     | 17     |
| 2017                    | Carabobo                | PD                      | 38         | 20         | CV              | 4               | 2               | -                  | -                  | -                  | -           | -           | -           | 42     | 22     |
| 2018                    | Carabobo                | PD                      | 27         | 12         | -               | -               | -               | CL                 | 2                  | 0                  | -           | -           | -           | 29     | 12     |
| Totale Carabobo         | Totale Carabobo         | Totale Carabobo         | 65         | 32         |                 | 4               | 2               |                    | 2                  | 0                  |             | -           | -           | 71     | 34     |
| 2018-2019               | Ittihad Kalba           | PL                      | 25         | 7          | CEAU            | 3               | -               | -                  | -                  | -                  | -           | -           | -           | 28     | 7      |
| Totale carriera         | Totale carriera         | Totale carriera         | 268        | 94         |                 | 36              | 11              |                    | 2                  | 0                  |             | -           | -           | 306    | 105    |

## Palmarès

### Individuale
- Capocannoniere del campionato boliviano: 1

2024 (17 reti)